# Видението
„Видението“ (на английски: In Dreams) е американски психологически филм на ужасите от 1999 г. на режисьора Нийл Джордан, който е съсценарист с Брус Робинсън, адаптация е на романа Doll's Eyes през 1993 г., написан от Бари Ууд. Във филма участват Анет Бенинг, Ейдиън Куин, Стивън Риа, Робърт Дауни Джуниър и Пол Гилфойл. Премиерата на филма е в САЩ на 15 януари 1999 г.